# Haliplus flavicollis
Haliplus flavicollis é uma espécie de insetos coleópteros pertencente à família Haliplidae.
A autoridade científica da espécie é Sturm, tendo sido descrita no ano de 1834.
Trata-se de uma espécie presente no território português.